# 碳酸水裝置

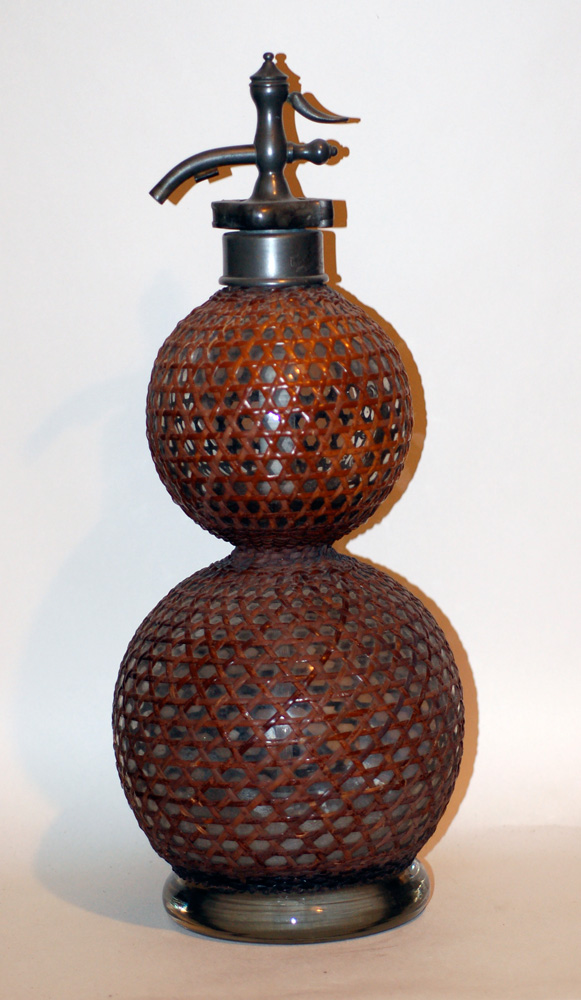
维多利亚时代后期用英国虹吸管制作的汽水设备

碳酸水装置是一个维多利亚时代晚期的设备，用来生产碳酸水。它由两个相互关联的玻璃球组成：较低的包含了需要加气的水或其他饮料，上层的则包含反应后会产生二氧化碳的酒石酸与碳酸氢钠混合物。产生的气体推动较低球中的液体到一条管道中并流出设备。两个玻璃球用柳条或网兜包围，因为它们有爆炸倾向。
这个词从1853年开始最早出现在《牛津英语词典》，引用了《实际机械杂志》中“盖拉德和杜比乌斯的‘Gazogene’或碳酸水装置”。在阿瑟·柯南·道尔笔下的福尔摩斯故事“波希米亚丑闻”中，碳酸水装置作为住宅家具在貝克街221B號中出现:“他几乎一言不发，可是目光亲切，指着一张扶手椅让我坐下，然后把他的雪茄烟盒扔了过来，并指了指放在角落里的酒精瓶和碳酸水装置。在“蓝宝石探案”中也有出现。这个装置也在萧伯纳1905年的喜剧《激情、毒药和石化，或致命的碳酸水装置》扮演着重要角色。
这个词也用于道格拉斯·普雷斯顿和林肯·切尔德出版于2005年的小说《硫磺》，第106页上。